# اقتحام مركز شرطة المقدادية (2006)
الهجوم على مركز شرطة المقدادية او كما اسماها تنظيم القاعدة غزوة فكوا العاني، وهي معركة حدثت في 21 مارس 2006 في قضاء المقدادية بمحافظة ديالى شرق العراق. شنه مسلحون تابعون لمجلس شورى المجاهدين التابع لتنظيم القاعدة، ضد مقرّا الشرطة والمحكمة ومبنى قائممقامية المدينة، وأوقع خسائر بشرية ومادية كبيرة، وتم تحرير 33 معتقل.

## خلفية
بعد اجتياح العراق عام 2003 وتفكك الأجهزة الأمنية أصبحت محافظة ديالى معقل لتحركات مسلّحة من تنظيمات مسلحة. كان لقضاء المقدادية موقع استراتيجي على الطريق السريع الذي يربط بعقوبة ببغداد، ما جعل تأمينه أولوية للقوات العراقية والأمريكية.

## سير الهجوم
في فجر 21 مارس 2006 على الساعة 5:40،فجَّر المهاجمون سيارة مفخخة على الطريق الشرقي أمام مقرّ الشرطة، وأخرى نصبت على الطريق الجنوبي لمنع وصول التعزيزات.ا،ا قتحموا بعد ذلك مقر الشرطة والقضاء باستخدام قذائف صاروخية مضادة للدروع وقنابل يدوية وبنادق AK-47،حرروا 33 سجيناً مصنفين «إرهابيين» من سجن المدينة الذي يحوي نحو 282 معتقلاً، أحرقوا مباني الشرطة والمحكمة والقائممقامية وأتلفوا عشرين مركبة شرطية ومدنية.
عند وصول تعزيزات من الجيش الأمريكي والشرطة العراقية، وقع اشتباك استمر نحو ساعة، أسفر عن مقتل 10 مسلحين وإصابة 16، .

## الخسائر والإصابات
- القوات العراقية : 18 شرطي
- المسلحون: 10 قتلى، 16 جرحى

## تحليل تكتيكي
استخدم المهاجمون خطة محكمة تضمنت تفجيرات تمهيدية لحصار الموقع، ثم اقتحام مباغت تحت تغطية نارية، وخطة انسحاب مبنيّة على إطلاق نيران الهاون وقذائف RPG لتأمين التراجع.

## وصلات خارجية
- تقرير الجزيرة عن الهجوم – 21 مارس 2006
https://www.aljazeera.net/news/2006/3/21/مقتل-18-عراقيا-في-المقدادية-وبوش-يستعّب
- تقرير الجزيرة عن التطورات – 22 مارس 2006
https://www.aljazeera.net/news/2006/3/22/يوم-دام-جديد-بالعراق-وسط-تدهور-أمني